# 기타조정
기타조정(北条町)은 니가타현 가리와군에 있던 정이다. 

## 역사
- 1889년 4월 1일 - 정촌제 시행에 수반해 가리와군 기타조촌이 성립하였다.
- 1956년 9월 30일 - 나카사바이시촌의 일부를 편입하였다.
- 1957년 10월 1일 - 정으로 승격해 기타조정이 되었다.
- 1971년 5월 1일 - 가시와자키시에 편입해 소멸하였다.

## 참고문헌
- 『市町村名変遷辞典』東京堂出版、1990年。